# 絲光

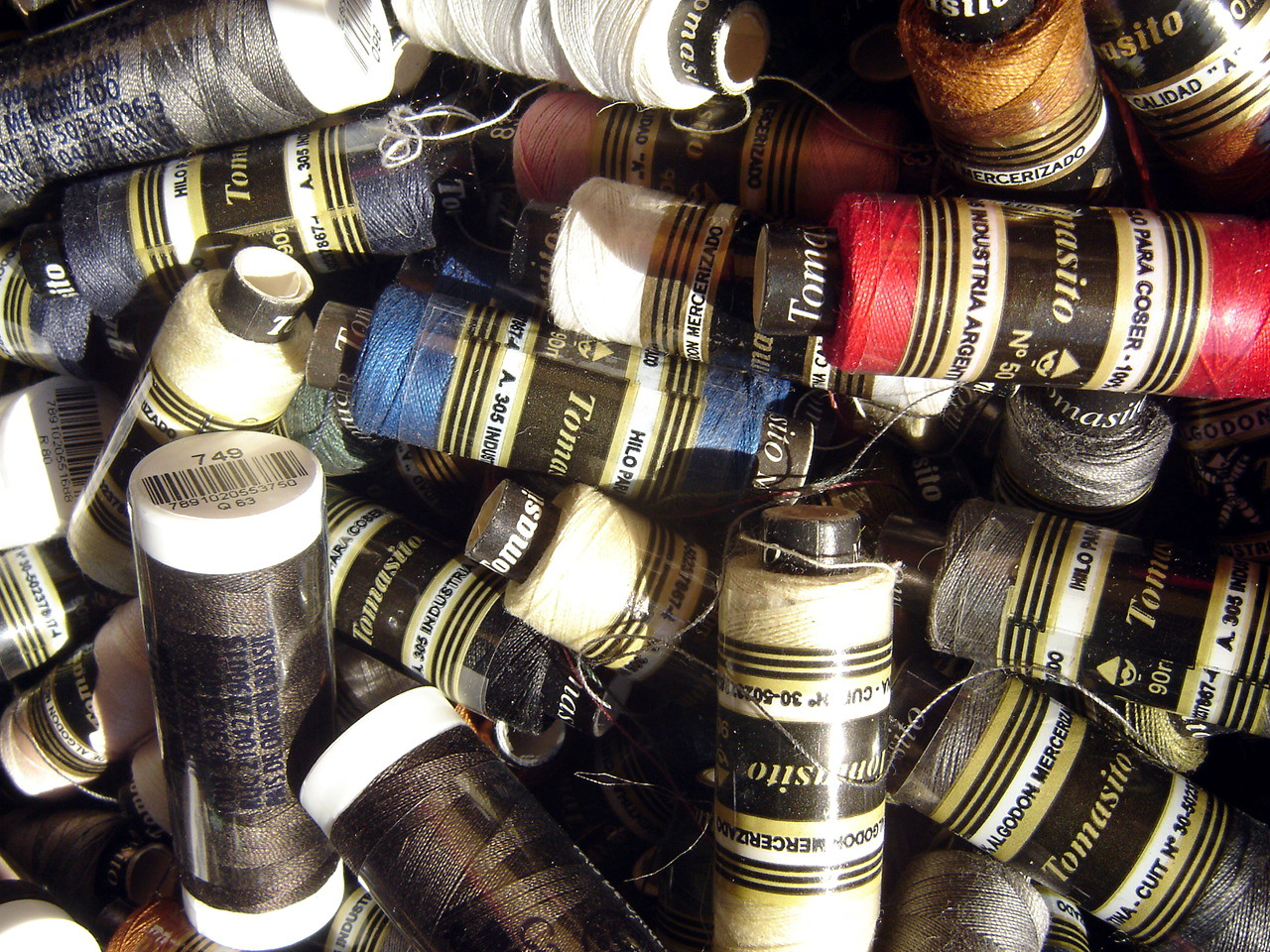
丝光棉纱卷轴

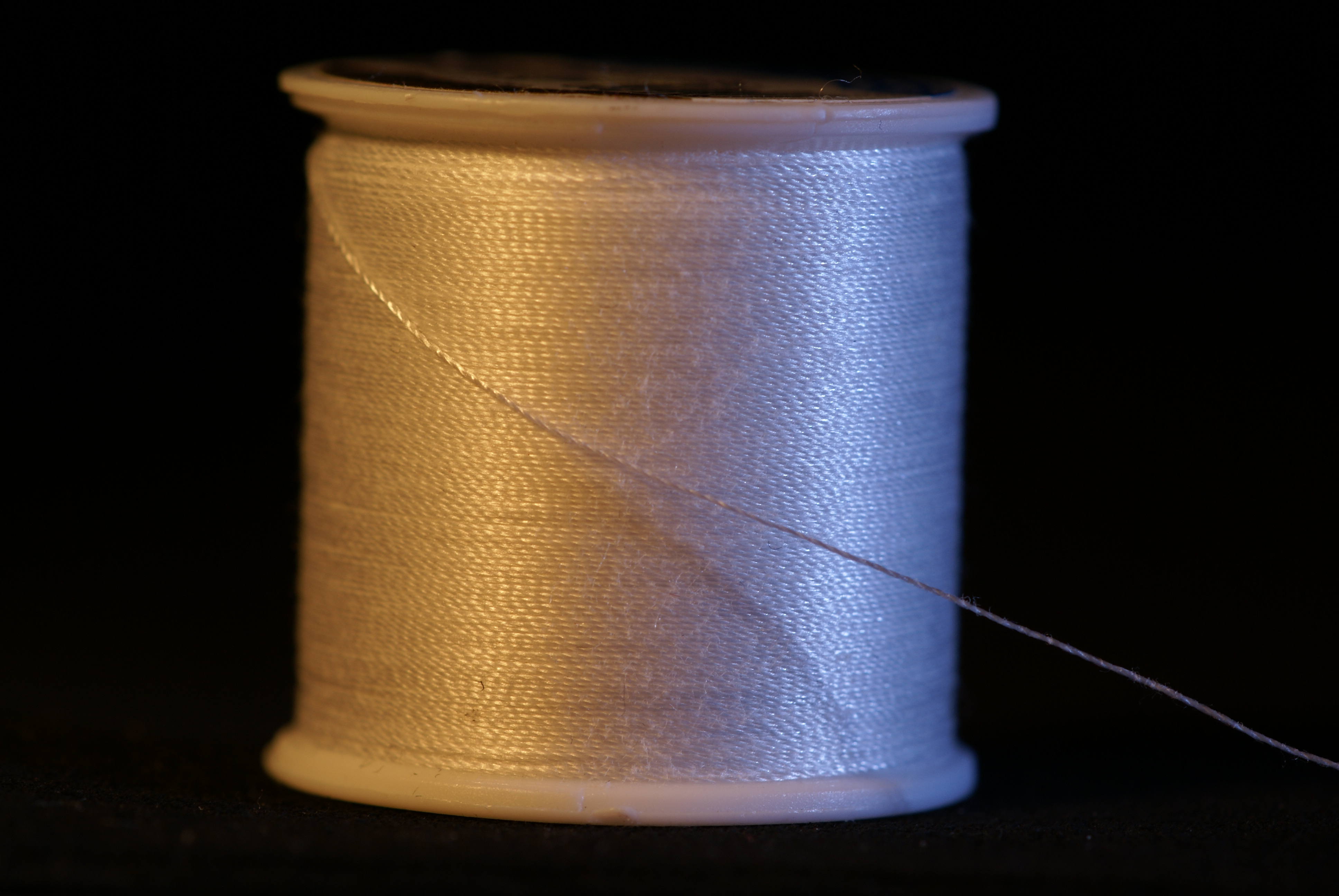
带有聚酯芯的两层丝光棉线线轴

丝光是一種紡織品加工工藝，人們对纤维素织物和纱线（主要是棉和亚麻）進行加工後，可提高染料的吸收率和撕裂强度，降低紡織物的收縮率，并能赋予紡織物丝绸般的光泽。絲光這一加工工藝由约翰·默瑟于1844年左右设计。